# Chūō-ku (Osaka)
Pour les articles homonymes, voir Chūō-ku.
Chūō (中央区, Chūō-ku) est l'un des vingt-quatre arrondissements d'Osaka au Japon.

## Géographie

### Situation
L'arrondissement Chūō est situé au cœur de la ville d'Osaka. Sa limite nord est formée par des cours d'eau du bassin versant du fleuve Yodo, notamment la rivière Neya qui conflue avec le fleuve, au nord-ouest du château d'Osaka.  Il comprend le principal quartier d'affaires d'Osaka, ainsi que les bureaux de la préfecture d'Osaka.

### Démographie
L'arrondissement Chūō rassemble 60 085 habitants répartis sur une superficie de 8,88 km2.
Le district de Shimanouchi, situé dans l'arrondissement, a une population d'environ 6 000 habitants ; 30 % d'entre eux sont des étrangers, dont beaucoup de Philippins.

## Structures et bâtiments notables
- Château d'Osaka
- The Kitahama
- Siège d'Osaka Gas
- Tamatsukuri Inari-jinja
- Hōzen-ji
- Sukunahikona-jinja
- Sōemonchō
- Ancien siège de la banque Kawasaki-chochiku, construit en 1931 par l'architecte Matakichi Yabe[2]

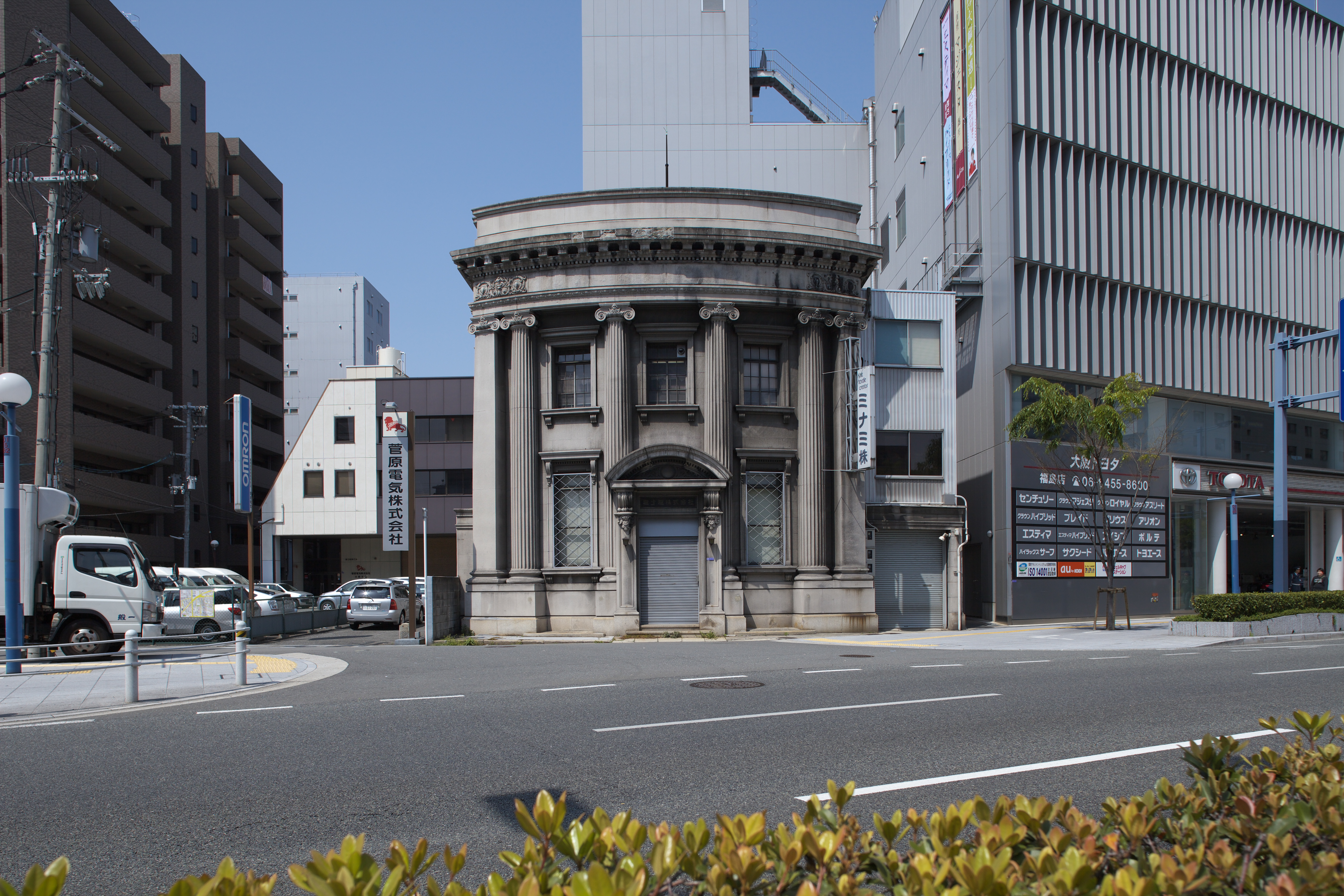
Ancien siège de la banque Kawasaki-chochiku.